# جوستافو كوستاس
جوستافو كوستاس (بالإسبانية: Gustavo Costas)‏ (من مواليد 28 فبراير 1963 في بوينس آيرس) هو لاعب كرة القدم أرجنتيني سابق لعب في مركز المدافع. سبق وأن درب نادي النصر السعودي ونادي الفيحاء السعودي.
ولاكن أبعد للنتائج السيئة
بدأ كوستاس مسيرته الكروية في عام 1982 مع نادي راسينغ ولعب له عشر سنوات ثم انتقل إلى نادي لوكارنو السويسري. في عام 1994 عاد إلى نادي راسينغ. اعتزل في عام 1997.
درب عددا من الاندية المعروفة في قارة أمريكا الجنوبية اشهرها فريقا أولمبيا وسيرو بورتينو من الباراغواي وراسينج الأرجنتيني وفريق أليانزا ليما البيروفي. حقق المدرب 8 بطولات منذ بدايته للتدريب في 1999.
درب نادي النصر السعودي في سنة 2011